# 奥村野乃花
奥村 野乃花（おくむら ののか、2001年1月4日 - ）は、日本のアイドルプロデューサー。女性アイドルグループ・虹のコンキスタドールの元メンバー（コスプレイヤーチーム／広報部長／構成作家）。東京都出身。ディアステージ所属。愛称は「ののた」。
2018年1月7日、マイナビBLITZ赤坂での公演をもって虹のコンキスタドールを卒業。2019年7月よりリルネードのマネージメント・プロデュースを担当している。

## 略歴
2014年
- 元々アイドルが好きであったことから「私の人生にはアイドルしか残されていなかった」「自分を変えたい」と思い立ち、ピクシブの「つくドル！プロジェクト」に応募し合格。家族に内緒で受けたことから、応募に必要な全身写真は壁にガムテープでケータイを貼り付けて、タイマー設定して撮影したという[2][3]。
- 7月14日に虹のコンキスタドールが結成されデビュー。
- 8月3日のTOKYO IDOL FESTIVAL 2014（2日目）にてお披露目[4]。
- 12月17日発売のグループの1stシングル『にじいろフィロソフィー』では的場華鈴とともに「ちゅーにーず」として楽曲の中でラップを担当[5]。

2015年
- 2月2日の「日本ツインテールアワード2015」のレポート記事を皮切りにアニカンにてコラム「もし現役JCアイドルがアイドル現場をレポートしたら」の連載を開始する[6]。
- 3月1日に開催された第4回アイドル横丁祭の「中学生うた姫決定戦」コーナーにソロとして出場。SEKAI NO OWARIのDragon Nightを披露し大いに会場を盛り上げる[7]。
- 4月30日のフジテレビいらこん放送より番組の公式レポーターを務める[8]。
- 5月1日にタイで開催された「Anime Festival Asia 2015」へ出演。自身初の海外進出となる[9]。
- 4月21日～6月3日にかけて虹のコンキスタドールが赤組、青組に分かれて競う 「バトルだ!!」公演が開催される。自身が所属する青組が3票差で赤組に負けるも、個人の部では青組1位、総合でも1位を獲得。ソロ写真集の発売が決定[10]。
- 8月25日発売のグループの3rdシングル『THE☆有頂天サマー!!』では落ちサビのソロパートを獲得する。自身のファンに「ケチャ」をさせてあげられると喜んでいる[11]。

2016年
- 1月12日に自身の生誕イベント「俺のののたも15才か…【JC終了のお知らせ】」が開催される。奥村自身が声をかけた自分の推しメンたちがゲストとして登場したほか、乙女新党メンバー其原有沙からもサプライズ映像でお祝いされる[12]。
- 4月に角川ドワンゴ学園が運営するN高等学校に入学。同校のパンフレットに的場華鈴とともに掲載される[13]。
- 7月2日・3日に開催された「アイドル横丁夏まつり!!〜2016〜」では自身の憧れの存在であるSUPER☆GiRLSの前島亜美と共演する。エンディングの出演者によるコラボステージにて、前島と肩を組んでMAX!乙女心を歌い感極まる場面も[14]。
- 9月20日発売のグループの6thシングル『限りなく冒険に近いサマー』では限りなくセンターに近いポジションを務め、ますますグループ内でも存在感を増していく[15]。

2017年
- 1月4日の誕生日当日に生誕イベント「俺のののたも16才か...」が開催される[16]。SUPER☆GiRLSの前島亜美が16才の頃にカバーしたセンチメンタル・ジャーニーを披露。「16歳になったら絶対歌う！」と本人が心に決めていた曲であった[17]。
- 1月9日発売のグループの8thシングルとなるカリガリカレーとのコラボシングル『レトルト～華麗なる愛～』ではセンターポジションを務めたほか、ジャケット写真に大きくフィーチャーされる[18]。
- 4月4日より開始のFM-FUJI「GIRLS・GIRLS・GIRLS =FULL BOOST= 虹コンの征服ちゅうずでぃ」にて自身の夢でもあったラジオパーソナリティとしても活動[19]。
- 7月6日よりフランスにて開催された「Japan Expo 2017」に出演する[20]。
- 10月21日に虹のコンキスタドール秋のワンマンLIVEツアー「衝動的etc」にて、グループを卒業することが発表される[21]。「アイドルとしての目標は達成できた」「自分の目標を叶えるために決断した」と自分から卒業を申し出たとのことであった[22]。

2018年
- 1月7日に生誕イベント「のの祭り～奥村野乃花生誕記念フェス～」と、虹のコンキスタドールのワンマンLIVE「2018 NEW YEAR RE[set1273/start1274]」が開催される。自身が主催するフェスの開催は「卒業するまでにやっておきたいこと」で1番に挙げたことで、たくさんのアイドルに囲まれて盛大に生誕を祝うことができ本人も「夢がかなった」と述べている。奥村の発案でイラストレーターの岸田メルがトライアングルドリーマーの楽曲中に乱入してのコラボの場面などもあり、盛り上がりを見せた[23]。ワンマンLIVEでは陶山恵実里を含む虹のコンキスタドール赤組で女の子むてき宣言！を披露したほか、卒業メンバーである重松佑佳、木下ひよりから奥村へ花束が贈呈された。奥村の挨拶スピーチではファンへの感謝の気持ちをしきりに語った。最後のパフォーマンスは自身のリクエストによるやるっきゃない！2015。本LIVEの後は「アイドルをやり切った達成感」で一杯であったという[24]。

2019年
- 2月10日の『JAM GEM JUMP !!! リアルイベント～先輩、勉強させていただきます！～』にて、アイドルプロデューサー見習いとして、アイドル界復帰することが発表された。
- 7月31日の「DEARSTAGE新人ユニットお披露目LIVE」にて、アイドルプロデューサー見習いを卒業しアイドルプロデューサーになったことを宣言。プロデュース第1号アイドルグループとしてリルネード がお披露目された[25]。

## 人物
- 自己紹介の際のキャッチフレーズは「アイドルヲタクの進化系」。
- 将来の夢は特撮ヒロイン、ラジオパーソナリティになること[24]。特命戦隊ゴーバスターズがすごく好き[26]。
- アイドルとしての目標は「味の素スタジアムでライブがしたい」「47都道府県を制覇したい」など[27]。
- 趣味はアイドル研究[28]。SUPER☆GiRLSの前島亜美（あみた）は小学校のときからずっと好き[29]。自身の愛称である「ののた」は小学生のころ前島亜美本人に付けてもらった[30]。
- その他の推しメンは乙女新党の其原有沙[26]や、たまたま同じグループのメンバーになった長田美成など[31]。
- 長田美成に関しては自身の生誕で披露したiDOL Streetストリート生の自己紹介ソング☆恋してYES〜これが私のアイドル道!〜の替え歌で「みなりん大好きアイラビュー」と作詞して歌うほど熱烈なラブコールを送っている[32]。
- 同グループの的場華鈴とは「ちゅーにーず」としてコンビを組むなど仲が良い。
- 広報部長としてツイート、アイドルとの交流を頑張るなど活動を通信簿にて高く評価されている[33]。
- 仲が良いアイドルはParty Rockets GTの菊地史夏[34][35]、SUPER☆GiRLSの浅川梨奈など[36]。
- もともとアイドルが好きなので、ファンの気持ちが分かる[37]。
- お父さんもアイドルヲタクでよくアイドル現場に連れていってもらっている[38]。
- 一人っ子で妹弟もいとこもいない[39]。
- 猫を4匹飼っている[40]。
- 好きな食べ物はいくらとせんべいと味付け海苔とわかめ味噌汁[41]。
- 実は人見知り。でも「アイドルののたモード」の時はそんなに人見知りしない[42]。
- 虹コンの曲では『奇跡100%』が一番好き[43]。

## 出演

### 映画
- 聖ゾンビ女学院（2017年）- ノノカ 役[44]

### テレビ番組
- いらこん - フジテレビ 2015年4月30日 ～ 2016年3月24日[45]。

### ラジオ番組
- GIRLS♥GIRLS♥GIRLS =FULL BOOST= 虹コンの征服ちゅうずでぃ - FM-FUJI[46]

### 雑誌
- 週刊アスキー No.1132 (2017年6月27日発行）電子版 - ソロ表紙[47]
- 週刊アスキー 秋葉原限定版 2017年7月号 - ソロ表紙[48]
- 週刊ヤングジャンプ No.36 (通巻No.1788) - 巻頭グラビア（根本凪、グループ全員）、特別付録“ナツドル BOOK in BOOK 2016 ～私はTIFをこう歩く～”（奥村野乃花）[48]